# Orquesta de Unhasu
La Orquesta Unhasu (Vía Láctea) es un grupo musical norcoreano disuelto, tenía sede en Pyongyang, Corea del Norte. Se realiza principalmente con instrumentos occidentales, a veces junto a solistas coreanos tradicionales. La orquesta tiene una sala de conciertos, el Teatro Unhasu en Pyongyang, dedicada para su uso. Ri Sol-ju, la esposa de Kim Jong-un, era cantante de este grupo.

## Actuación
14 de marzo de 2012, el director surcoreano Myung-whun Chung dirigió las orquestas combinadas de la Orquesta Unhasu y la Filarmónica de Radio France en la sala de conciertos Salle Pleyel de París, Francia.  Se tocó la canción folclórica pancoreana llamada "Arirang".